# نان (فلم 2012)
نان هو فيلم إثارة وجريمة باللغة التاميلية الهندية عام 2012 من تأليف وإخراج جيفا شانكار في أول تجربة إخراجية له. يلعب الملحن فيجاي أنتوني الدور الرئيسي لقاتل مريض نفسيًا ، كما قام بإنتاج الفيلم وعمل كمدير موسيقى. ظهر سيدارت فينوجوبال وروبا مانجاري في الأدوار الداعمة. بدأ تصوير فيلم نان في أكتوبر 2011،  وتم إصدار الفيلم في 15 أغسطس 2012. تم إعادة إنتاج الفيلم باللغة البنغالية في عام 2015 باسم أمانوش 2 وباللغة الكانادا في عام 2016 باسم أستيتفا . تبع الفيلم تكملة بعنوان سليم ، وهو فيلم إثارة وأكشن صدر في عام 2014. تعتمد قصة الفيلم بشكل فضفاض على الفيلم الأمريكي السيد ريبلي الموهوب الذي صدر عام 1999. 

## حبكة
كارثيك طالب متفوق لكنه يظهر بالفعل علامات السلوك الإجرامي في مرحلة الطفولة، مثل تزوير توقيع والدي صديقه على بطاقة التقرير المدرسي. تم إرسال كارثيك إلى المنزل من المدرسة مبكرًا بسبب هذه الجريمة، وصُدم عندما اكتشف أن والدته في السرير مع أحد الجيران. تتوسل إليه أمه ألا يخبر والده، لكنه يفعل، وينتحر والده. والدة كارثيك تستمر في علاقتها غير المشروعة. ذات يوم، يقتل كارثيك والدته وعشيقها بإشعال النار في المنزل. يتم إرساله إلى دار للأحداث حيث ينشأ. عند إطلاق سراحه، أعطاه مدير السجن عنوان أحد أعمامه وطلب منه التركيز على دراسته.
عمة كارثيك ليست مهتمة بتبنيه، لذلك يذهب إلى تشيناي لبدء حياة جديدة. وبمحض الصدفة، تتعرض الحافلة لحادث، ويموت الراكب الآخر محمد سليم. يقوم كارثيك بسرقة وثائق سليم، ويتبنى هويته، ويلتحق بكلية الطب الحكومية في مجال الطب والجراحة . يصادق زميلًا ثريًا يدعى أشوك، وصديقته روبا، وصديقهما سوريش. أشوك يسمح لسليم بالبقاء في منزله دون دفع الإيجار. لاحقًا، يلتقي سليم وأشوك بنفس مدير دار الأحداث الذي كان يسكنه الأول، والذي يبدو أنه يتعرف على كارثيك. ومع ذلك، بما أن كارثيك ينتحل الآن شخصية سليم، فإنه يدخل في جدال مع مدير السجن ويقسم أنه ليس الشخص الذي يظن أنه هو. ومع ذلك، فإن أشوك يصبح متشككًا بشأن صديقه الجديد.
ذات يوم يذهب أشوك وسوريش إلى مزرعة بدون روبا. يقترح سوريش أن يأخذوا بعض الفتيات الأخريات معهم. يخبر سليم روبا بهذه الخطة بسبب حبها الصادق والحقيقي لأشوك. تبدأ روبا في الشك في أن أشوك يخونها، بينما يشعر أشوك بالقلق من أن سليم خانه من خلال الشكوى منه إلى روبا. أشوك يصفع سليم بغضب ويطلب منه أن يخرج. يعتذر له كاتريك ويوافق على البحث عن سكن آخر.
بينما كان كارثيك يستحم، يفتح أشوك حقيبته. يجد صورة لوالد كارثيك البيولوجي ويدرك أنه كان رجلاً مختلفًا قدمه كارثيك على أنه والده الحقيقي في وقت سابق. فجأة، يدخل كارثيك الغرفة ويطلب من أشوك إعادة الصورة. يرفض أشوك، ويزيل منشفة كارثيك، ويؤكد أنه ليس مسلمًا ، لأنه غير مختون . يغضب سليم ويدفع أشوك؛ يضرب أشوك رأسه على الطاولة ويموت. في البداية، شعر كارثيك بالرعب من ما فعله، لكنه بعد ذلك قام بتغطية جريمة القتل من خلال دفن جثة أشوك في مقبرة على مشارف المدينة بذكاء شديد حتى لا يكتشف أحد أن أشوك قد مات. عندما يخطط صديق عائلة أشوك، الذي لم ير أشوك منذ أن كان طفلاً، لمقابلته، ينجح كارثيك في تقليد أشوك، ويخدع حتى والدي أشوك وروبا.
ومع ذلك، يكتشف سوريش خداع كارثيك، لذلك يقتله كارثيك ويدفنه في نفس المقبرة. في اليوم التالي، تأتي الشرطة إلى منزل أشوك وتكشف أنها عثرت على جثة سوريش. يقومون باستجواب عدة أشخاص في المدينة، بما في ذلك كارثيك، لكنه يخدعهم في استنتاج أن أشوك هو من قتل سوريش وهرب؛ وفي الوقت نفسه، يعتبرون كارثيك (الذي عاد الآن إلى انتحال شخصية سليم) طالبًا بريئًا ومجتهدًا. يستمر كارثيك في العيش باسم سليم بعد أن خدع والد سليم ليعطيه ميراث ابنه. وينتهي الفيلم بشعار "يتبع".

## يقذف
- فيجاي أنتوني بدور كارثيك/ محمد سليم
- سيدارت فينوجوبال بدور أشوك رافيندران
- روبا مانجاري بدور روبا.
- أنويا بهاجفاث بدور بريا
- فيجاي فيكتور في دور سوريش
- فيبها ناتاراجان في دور أوما
- شارميلا بدور والدة كارثيك
- راتشاسان سارافانان بدور محمد سليم الأصلي
- برامود في دور المفتش دورايبانديان
- كريشنامورثي
- شيام في دور عدو أشوك
- سيفام رافي في دور عم كارثيك
- نيلان ك. سيكار بدور رفيقة سليم في قصره

## إنتاج
تم إطلاق الفيلم في البداية في عام 2008، مع قيام سيدهارث فينوجوبال وروكميني فيجاياكومار بأداء الأدوار الرئيسية، ومع ذلك، بسبب فشل فيلمه السابق أناندا ثاندافام ، ألغى المنتج أوسكار رافيشاندران المشروع.  تم استئناف الفيلم مع تدخل فيجاي أنتوني في أكتوبر 2011 والذي تولى أيضًا الدور الرئيسي من سيدهارث.

## الموسيقى التصويرية
تتكون الموسيقى التصويرية للفيلم من ستة مقطوعات موسيقية، قام بتأليفها فيجاي أنتوني نفسه. بعد يوفان شانكار رجا ، الذي أنشأ مسارات فردية في فانام ومانكاثا ، أصدر فيجاي أنتوني أيضًا أغنية واحدة "ماكايالا ماكايالا" في يونيو 2012. جميع الأغاني الموجودة في الألبوم من تأليف فيجاي أنتوني. 

## يطلق

### استقبال نقدي
أشادت مالاتي رانجاراجان من صحيفة The Hindu بالفيلم وقالت: "أحسنت!" وأضافت: "هناك العديد من المزايا التي تجعل من فيلم Naan فيلمًا يستحق المشاهدة. وتتجلى براعة فيجاي أنتوني في اختياره لموضوع قوي وشخصية أقوى".  أعطى ن. فينكاتيسواران من صحيفة تايمز أوف إنديا فيلم نان 3.5 من أصل 5 نجوم، وكتب أنه "باستثناء بعض الأخطاء الطفيفة، فإن الكتابة (وبالتالي الفيلم أيضًا) مثيرة للغاية طوال الوقت، وتبقي الجمهور على حافة المقاعد"، واصفًا إياه بأنه "فيلم الإثارة المثالي لإضفاء البهجة على عطلة نهاية الأسبوع".  كتب موقع IBNLive أن "فيلم Naan مثير وجذاب" وأضاف أيضًا أنه "فيلم إثارة وجريمة مثير وهو جهد جذاب للغاية من جانب جيفا شانكار وفيجاي أنتوني".  منحت لجنة مراجعة Behindwoods الفيلم 2.5 من 5، واصفة إياه بأنه "فيلم إثارة وتشويق ينجح في معظم الأجزاء".  ذكرت Deccan Chronicle أن "Vijay Antony يغير الإيقاع".  قام موقع Sify بتقييم الفيلم على أنه متوسط، ووصفه بأنه "فيلم إثارة نفسية لائق". 
عند إصدار الفيلم، لوحظ أن الفيلم مستوحى من الفيلم الأمريكي السيد ريبلي الموهوب لعام 1999.  

### لغات أخرى
تم تجديده باللغة البنغالية باسم أمانوش 2 والذي صدر في أبريل 2015.  تم إصدار النسخة الجديدة من الفيلم الكانادي في عام 2016 تحت اسم أستيتفا .

## الجوائز
| احتفال                                                  | فئة | الفائز | نتيجة |
| ------------------------------------------------------- | --- | --- | ----- |
| حفل توزيع جوائز الأفلام الهندية الجنوبية الدولية الثاني | أفضل مخرج موسيقي                                                                                                  | فيجاي أنتوني \|style="background: #FFCCCC; color: black; vertical-align: middle; text-align: center; " class="no table-no2"\|رُشِّح |       |
| حفل توزيع جوائز الأفلام الهندية الجنوبية الدولية الثاني | style="background: #FFCCCC; color: black; vertical-align: middle; text-align: center; " class="no table-no2"\|رُشِّح | فيجاي أنتوني \|style="background: #FFCCCC; color: black; vertical-align: middle; text-align: center; " class="no table-no2"\|رُشِّح |       |
| حفل توزيع جوائز الأفلام الهندية الجنوبية الدولية الثاني | style="background: #FFCCCC; color: black; vertical-align: middle; text-align: center; " class="no table-no2"\|رُشِّح | فيجاي أنتوني \|style="background: #FFCCCC; color: black; vertical-align: middle; text-align: center; " class="no table-no2"\|رُشِّح |       |

## إرث
تم إصدار تكملة للفيلم في أغسطس 2014 بعنوان Salim . في مارس 2014، تم الإعلان عن إعادة إنتاج الفيلم باللغة الهندية مع براشانث في الدور الرئيسي. على الرغم من تأخير الإنتاج، أكد تياجاراجان خلال مقابلة أن الفيلم سيتم إنتاجه في فبراير 2017.  

## روابط خارجية
- الموقع الرسمي
- نان  في قاعدة بيانات الأفلام على الإنترنت (بالإنجليزية)